# Người đàn ông tự lập
''Người đàn ông tự lập'' ("Self-made man") là một cụm từ cổ điển được đặt ra vào ngày 2 tháng 2 năm 1832 bởi Henry Clay tại Thượng viện Hoa Kỳ, để mô tả một người thành công bằng năng lực của chính người đó, chứ không phải bởi các điều kiện từ bên ngoài. Benjamin Franklin, một trong những Người thành lập Hoa Kỳ, đã được mô tả là tấm gương mẫu mực nhất của người đàn ông tự lập. Lấy cảm hứng từ cuốn tự truyện của Franklin, Frederick Doulass đã phát triển khái niệm về người đàn ông tự lập trong một loạt các bài diễn thuyết kéo dài hàng thập kỷ bắt đầu từ năm 1859. Ban đầu, thuật ngữ này đề cập đến một cá nhân xuất thân từ hoàn cảnh nghèo khó hoặc chịu thiệt thòi nổi lên trong lĩnh vực tài chính, chính trị hoặc các lĩnh vực khác bằng cách nuôi dưỡng các phẩm chất, như sự kiên trì và chăm chỉ, trái ngược với việc đạt được những mục tiêu này thông qua gia tài, mối quan hệ gia đình, hoặc các đặc quyền khác.Vào giữa những năm 1950, thành công ở Hoa Kỳ thường ngụ ý là "thành công trong kinh doanh".
Trong lịch sử tư tưởng và văn hóa của Hoa Kỳ, ý tưởng về người đàn ông tự lập như một hình mẫu hay lý tưởng văn hóa đã bị chỉ trích là một huyền thoại hoang đường hoặc giáo phái cuồng tín.